# Notobasis
Notobasis es un género de plantas con flores de la familia Asteraceae. Comprende 2 especies descritas y  aceptadas.

## Taxonomía
El género fue descrito por Alexandre Henri Gabriel de Cassini y publicado en Dictionnaire des Sciences Naturelles [Second edition] 35: 170. 1825.

## Especies
- Notobasis obovallata
- Notobasis syriaca (L.) Cass.